# Остављени Крајишници
Остављени Крајишници су српска крајишка група, чији је оснивач Бошко Максимовић. Група је основана 1999. године у Приједору. Наступа широм Република Српске, Србије Црна Горе и шире.
Бошко је сарађивао је са многим познатим звијездама на разним гостовањима ширег спектра, свадбама, крштењима, разним весељима, а и кафићима и дискотекама. Остављени Крајишници имају широк репертоар како народне тако и крајишке музике. Поред многобројних наступа пјевају и на свадбама и вашарима.
Издали су много пјесама, од којих је једна од најпопуларнијих Крајишки мотори.

## Историја групе
Музички састав Остављени Крајишници настао је 1999. године у Приједору. Састав је формирао Бошко Максимовић, родом из Криваје код Приједора. Он је и вођа састава. Према пјесмама које пјевају, Остављени Крајишници су добили име по породичним судбинама, јер су, као дјеца, неки од њих (или сродници им) били остављени од мајке.
Први музички албум Остављени Крајишници издали су 1999. године. У периоду од 1999. до данас издали су више од пет музичких албума. Већина чланова групе била је са простора Приједора. Поред Бошка Максимовића, који је родом из Криваје код Приједора, ту су били и Дејан Бабић, Драгиша Грубан, Ратко Вукојевић. Прва четири албума снимили су за издавачку кућу Реноме из Бијељине. Окосницу групе чини њен оснивач, вођа групе и солиста Бошко Максимовић.

## Естрадна каријера

### Музички албуми
Свој први музички албум Остављени Крајишници издали су за бијељински Реноме, 1999. године. Албум, који је био у формату музичке касете и музичког ЦД-а, носио је назив Моја гаравуша. Албум је имао девет пјесама. Све пјесме (текст и музику) написали су Драгиша Грубан и Остављени Крајишници. Вокални солиста био је Бошко Максимовић. Остали чланови групе били су пратећи вокали Дејан Бабић, Ратко Вукојевић и Драгиша Грубан. Пјесма са овог албума Моја гаравуша нашла се на компилацији Најљепше крајишке пјесме 3, која је изашла 2001. године у издању Реномеа.
Сљедеће године састав за Реноме издаје албум који је носио назив Дајана. Албум је имао осам нумера. Аутори пјесама били су Бошко Максимовић, Дејан Бабић, Боро Мајсторовић, Драгиша Грубан и Остављени Крајишници. Овај албум су снимили Бошко Максимовић, као први глас, те пратећи вокали Дејан Бабић и Ратко Вукојевић. Пјесме са овог албума Дајана и Кажи мени нашле су се на компилацији Најљепше крајишке пјесме 2, која је изашла 2000. године у издању Реномеа. Након овог албума, за издавачку кућу Лувас рекордс из Брчког, издају албум Немања 2, са десет пјесама. Међу првима су крајишким бендовима који су сарађивали са изворним групама са подручја сјевероистока Српске и тако комбиновали крајишку и изворну музику.
Године 2007. снимају за Реноме музички албум са десет нумера, под називом Крајишки мотори. Аутори пјесама били су Бошко Максимовић, Дејан Бабић, Боцо Томашевић, Слободан Билбија, Драгиша Грубан и Лазо Пајчин. Албум су снимили Бошко Максимовић, као вокални солиста, те пратећи вокали Дејан Бабић и Драгиша Грубан. Пјесма Крајишки мотори нашла се компилацији Најљепше крајишке пјесме 9, која је у издању Реномеа изашла 2007. године. Сљедеће године за Реноме издају албум Свјетска криза. Албум је имао десет нових нумера и четири нумере бонуса. Солиста је био Бошко Максимовић, а пратећи вокали Дејан Бабић и Ратко Вукојевић. Аутори пјесама били су Боцо Томашевић (музика) и Лазо Пајчин (текст).
Године 2013, поново за Реноме, раде албум Ђе си, Мићо. Албум је имао девет нових пјесама, са још седам старих пјесама у бонусу. Вокална ратња Бошку Максимовићу био је Дејан Бабић. Аутор музике био је Боцо Томашевић. Текстове су урадили Дејан Благић, Лазо Пајчин и Остављени Крајишници. На овом албуму се нашла и пјесма Ратко, посвећена погинулом колеги Остављених Крајишника. Ово је био посљедњи албум који је група снимила за Реноме. Након овог албума Снага Крајине објављује албум Уживо 2013.
Године 2015. прњаворски К3 објављује им албум Алкохолни гени, на којем су се нашле пјесме Борбена, Алкохолни гени, Љута гуја и друге. Бошка Максимовића, као солисту, прате Дејан Бабић и Предраг Дујдуп из Друговића код Лакташа, који је у групу дошао крајем 2013. Након овог албума групу напуштају Пеђа Дујдуп и Дејо Бабић и оснивају своју групу.
Године 2016. Остављеним Крајишницима се прикључује Бошков синовац Немања Максимовић, чији је отац Далибор, као борац ВРС, погинуо на ратишту 1995. године. Након тога група је снимила неколико синглова, које је промовисала на Крајина тјубу, а припремила за музичку кућу БН мјузик.
Група је направила одређен број музичких спотова, који су објављени на неколико мјешовитих музичких компилација 2001, 2006, 2008. и 2009. године. Снимили су велики број намјенских пјесама, посвећених првенствено крајишким штрапарима.
Године 2009. учесници су Сабора крајишке пјесме у Бањалуци.
Снимили су неколико дуетских пјесама: Са Маром и Лолама – Лепи звуци, са Бокијем Манојловићем – Не дај, брате (да ти душа јеца), са Мирославом Кнежевићем – Кад Боле ојкачу порене, са Радом Иванковићем – Дођи, брате, а са Крајишницима Миланом и Дарком – То смо ми.

### Естрадни наступи
Осим дискографских издања која има иза себе, Остављени Крајишници су били гости на различитим културним манифестацијама и музичким приредбама.

### Чланови

#### Садашња постава
- Бошко Боле Максимовић – Вокални солиста, вођа групе.
- Немања Максимовић – Пратећи вокал.

#### Бивши чланови
- Дејан Дејо Бабић – Пратећи вокал.
- Предраг Пеђа Дујдуп – Пратећи вокал.
- Ратко Вукојевић – Пратећи вокал.
- Драгиша Грубан – Пратећи вокал.

### Хитови

#### Најпознатији хитови
- Моја гаравуша (1999)
- Дајана (2000)
- Крајишки мотори (2007)

#### Остали хитови
- Кажи мени (2000)
- Немања (2000)
- Приједорчанка (2007)
- Свјетска криза (2008)
- Баба и бараба (2008)

### Фестивали
- 2009. Сабор крајишке пјесме у Бањалуци – Ој, Милице, Милице.[41]

### Манифестације
- 9. август 2014. 1. међународна штрапаријада у Пискавици, код Бањалуке.[47]
- 15. август 2015. Штрапаријада у Козарцу, код Приједора.[48]
- 9. јул 2016. Штрапаријада у Крупи.[49]
- 21. јул 2016. Штрапаријада у Козарцу, код Приједора.[50][51]
- 31. јул 2016. 1. међународна штрапаријада у Омарској, код Приједора.[52]
- 20. јун 2020. Штрапаријада у Трнопољу, код Приједора.[53]
- 19. јун 2021. Штрапаријада у Пухарској, код Приједора.[46]

## Дискографија

### Албуми
- Моја гаравуша, Реноме (1999)
- Дајана, Реноме (2000)
- Немања 2, Лувас рекордс
- Крајишки мотори, Реноме (2007)
- Свјетска криза, Реноме (2008)
- Уживо 2013, Снага Крајине (2013)
- Алкохолни гени, К3 (2015)